# Cannonsburg (Kentucky)
Cannonsburg es un lugar designado por el censo ubicado en el condado de Boyd en el estado estadounidense de Kentucky. En el Censo de 2010 tenía una población de 856 habitantes y una densidad poblacional de 189,51 personas por km².

## Geografía
Cannonsburg se encuentra ubicado en las coordenadas 38°22′51″N 82°41′47″O / 38.38083, -82.69639. Según la Oficina del Censo de los Estados Unidos, Cannonsburg tiene una superficie total de 4.52 km², de la cual 4.51 km² corresponden a tierra firme y (0.06%) 0 km² es agua.

## Demografía
Según el censo de 2010, había 856 personas residiendo en Cannonsburg. La densidad de población era de 189,51 hab./km². De los 856 habitantes, Cannonsburg estaba compuesto por el 98.13% blancos, el 0.35% eran afroamericanos, el 0.35% eran amerindios, el 0.12% eran asiáticos, el 0.12% eran isleños del Pacífico, el 0.23% eran de otras razas y el 0.7% pertenecían a dos o más razas. Del total de la población el 1.05% eran hispanos o latinos de cualquier raza.